# Phthiracarus puylaerti
Phthiracarus puylaerti är en kvalsterart som först beskrevs av Wojciech Niedbała 200.  Phthiracarus puylaerti ingår i släktet Phthiracarus och familjen Phthiracaridae. Inga underarter finns listade i Catalogue of Life.